# Miner becut gorjablanc
El miner becut gorjablanc (Upucerthia albigula) és una espècie d'ocell de la família dels furnàrids (Furnariidae) que viu en matolls àrids i praderies humides als Andes de l'extrem sud del Perú i l'extrem nord de Xile.